# Мюррей, Брюс, 12-й герцог Атолл
Брюс Джордж Рональд Мюррей, 12-й герцог Атолл (англ. Bruce Murray, 12th Duke of Atholl; род. 6 апреля 1960) — шотландский аристократ и наследственный пэр, клава клана Мюррей. Проживает в Южной Африке. Он имеет право на единственную в Европе частную легальную армию, горцев Атолла. Эта уникальная привилегия для его семьи была пожалована королевой Великобритании Викторией после посещения Блэр Атолла в 1844 году.

## Ранняя жизнь и карьера
Родился 6 апреля 1960 года в ЮАР. Старший сын Джона Мюррея, 11-го герцога Атолла (1929—2012), и Маргарет Ивонн в девичестве Лич, ныне именуемой вдовствующей герцогиней Атолла. В 1979 году он окончил среднюю школу для мальчиков Jeppe. Он получил образование в лесном колледже Саасвельда, а затем два года прослужил в Южноафриканском пехотном корпусе. В настоящее время он является добровольцем Трансваальского Шотландского полка в чине лейтенанта. Ранее он управлял чайной плантацией, но затем занялся вывеской по производству вывесок для коммерческих зданий. Он был включен в состав Атоллских горцев в 2000 году в чине подполковника.
После смерти своего отца 15 мая 2012 года он унаследовал все титулы своего отца, став 12-м герцогом Атолл.

## Брак и дети
Герцог впервые женился 4 февраля 1984 года в Йоханнесбурге на Линн Элизабет Эндрю (родилась в Йоханнесбурге 7 июня 1963 года), но они развелись в 2003 году.
У них было трое детей: два сына и дочь:
- Майкл Брюс Джон Мюррей, маркиз Таллибардин (родился в Луис-Тричарде, 5 марта 1985 года)
- Лорд Дэвид Николас Джордж Мюррей (родился в Луис-Тричарде, 31 января 1986 года)
- Леди Николь Мюррей (родилась в Дуивелсклуфе 11 июля 1987 года); замужем за Питером Пиком.

В 2009 году он женился на Шармейн Мирне, урожденной дю Туа.

## Титулатура
- 12-й герцог Атолл (с 15 мая 2012)
- 13-й маркиз Атолл (с 15 мая 2012)
- 12-й маркиз Таллибардин, Пертшир (с 15 мая 2012)
- 15-й граф Таллибардин (с 15 мая 2012)
- 14-й граф Атолл (с 15 мая 2012)
- 12-й граф Страттей и Стратхардл, Пертшир (с 15 мая 2012)
- 13-й виконт Балкухиддер (с 15 мая 2012)
- 12-й виконт Балкухиддер, Глеалмонд и Гленлайон, Пертшир (с 15 мая 2012)
- 17-й лорд Мюррей из Таллибардина (с 15 мая 2012)
- 15-й лорд Мюррей, Гаск и Балкухиддер (с 15 мая 2012)
- 12-й лорд Мюррей, Балвени и Гаск (с 15 мая 2012)
- 8-й барон Гленлайон из Гленлайона, Пертшир (с 15 мая 2012).